# المدارس الليلية
المدارس الليلية، من المدارس التي أتاحت إتمام الدراسة لمن هم على رأس العمل في فترة النهار بالمملكة العربية السعودية.

## البدايات
افتتحت مديرية المعارف عدداً من المدارس الليلية

- في عام 1351هـ افتتحت مدارس ليلية في المعلاة والصفاة وحارة الباب، وكان يتولى التدريس فيها خريجو المعهد العلمي السعودي.
- في يوم الأثنين 6 رجب من عام 1356هـ افتتحت بمكة مدرسة ليلية لتعليم اللغة الإنجليزية، وفتح باب الالتحاق بها لكل مواطن يرغب في ذلك، إذ لم يحدد سن معين لمن يريد الدراسة بها، وكان أول من درس بها عبد القادر وصفي، وقد اغلقت المدرسة بعدما يقرب من عامين، وذلك بعد وفاته، ثم أُعيد افتتاحها عام 1368هـ تحت إشراف مدير المدرسة الرحمانية النهارية عبد الله الساسي، وكان معلموها جميعاً من الجنسية المصرية الذين كانوا يعملون في المدارس اثناء الفترة النهارية.
- في عام 1375هـ أصبح أحمد علي مديراً لها، واستمر حتى أقفلت المدرسة أبوابها عام 1385هـ بدعوى أنها أصبحت غير منتجة، وكانت تضم ستة فصول من الصف الأول حتى الصف السادس.
- في عام 1368هـ أنشأت مديرية المعارف مدرسة لتحسين الخطوط والتمرين على الآلة الكاتبة باللغتين العربية والانجليزية.
- في عام 1369هـ أنشأت مديرية المعارف مدرسة المعلمين الليلية، وقرر مجلس المعارف مكافأة شهرية مقدارها ستون ريالاً لكل طالب يلتحق فيها.[1]

## عدد الملتحقين بالمدارس الليلية
- المدرسة الليلية لتعليم اللغة الإنجليزية في 6 رجب 1356هـ/1936م تم افتتاح مدرسة ليلية في مكة لتعليم اللغة الإنجليزية، ولم يكن فيها شروط لدخول المدرسة من حيث السن.
- مدرسة تحسين الخطوط والضرب على الآلة الكاتبة تعتبر من المدارس الفنية التي يتعلم فيها الدارسون فنون الخط العربي والضرب على الآلة الكاتبة باللغتين العربية والإنجليزية، وقد انشأتها مديرية المعارف عام 1368هـ/1948م، وقد بلغ مجموع طلابها 45 طالباً في عام 1371هـ/1372هـ - 1951م/1952م.
- مدرسة المعلمين بلغ عدد طلابها 40 طالباً في عامي 1371هـ/1372هـ- 1951م/1952م تخرج منها عدد من المدرسين الذين انضموا إلى التدريس في المدارس الابتدائية.[2]

## لجنة تشجيع المدارس الليلية
قامت فئة مثقفة في مكة برئاسة أحمد العربي تُدعى لجنة تشجيع المدارس الأهلية أتخذت مكافحة الأمية ونشر العلم هدفاً لها؛ فقد افتتحت عام 1359هـ ثلاث مدارس في القرارة ومحلة الهجلة وجرول، وكان مقر هذه المدارس في نفس الاحياء، وكان يُنفق عليها من التبرعات التي تُجمع من المواطنين، واستمرت في اداء رسالتها حتى عام 1375هـ فبمجرد انتهاء هذا العام قررت اللجنة ما يلي:
- نظراً لأن وزارة المعارف اخذت على عاتقها إنشاء المدارس الليلية قررت اللجنة وقف نشاطها ابتداءً من شهر رمضان 1375هـ.
- الكف من تسلم أية مساعدة باسمم هذه المدارس.
- الكتابة إلى وزارة المالية والاقتصاد الوطني لوقف اية مساعدة مخصصة لهذه اللجنة.[3]

وتعتبر مدرسة النجاح الليلية التي أُسست عام 1350هـ/1930م في مكة أول مدرسة ليلية لمكافحة الأمية في المملكة العربية السعودية، ومؤسسها عبد الله خوجه.

## انظر ايضاً
- المدرسة الرحمانية
- مدرسة الأمراء
- مدرسة تحضير البعثات

## وصلات خارجية
- البداية كانت بافتتاح قسم بالمعهد العلمي السعودي لتعليم الموظفين قبل قرن من الزمان المدارس الليلية.